# 호림
김호림(金虎林) (5세기~ ?, 풍월주 603년 ~ 609년)는 신라의 14대 풍월주였다. 부친 복승(福勝) 갈문왕과 모친 송화공주(松華公主) 사이에서 출생하였다. 누이로, 마야부인과 미실의 며느리 호린 등이 있다. 어머니 송화공주는 박영실과 지소태후의 딸이였다. 마야부인은 진평왕의 왕후로 천명공주, 선덕여왕의 친모이다. 그는 마야부인이 황후로서 총애를 받아 용춘공의 부제로 발탁되었다.

## 가족 관계

### 선대
- 증조부 : 신라의 제20대왕 자비마립간
- 증조모: 연제부인 박씨
  - 조부: 산종공(山宗公)
  - 조모: 사도미(沙道美) - 법흥왕의 딸
    - 아버지: 복승 갈문왕(福勝葛文王)
- 외조부: 각간 박영실(朴英失)
- 외조모: 지소부인 김씨(只召夫人 金氏)
  - 어머니: 송화공주 박씨(松花公主 朴氏)
    - 누이: 마야부인 김씨(摩耶夫人 金氏)
    - 누이: 수종전군(진흥왕과 아들)의 부인 호린 (好隣)

### 부인과 후손
- 부인: 현강낭주(玄剛娘主) - 8대 풍월주 문노공의 딸
  - 딸: 계림(桂林)
- 부인: 유모낭주 김씨(柔毛娘主 金氏) - 11대 풍월주 하종공의 딸
  - 아들: 자장법사(慈藏法師)

## 호림이 등장하는 작품
- 《선덕여왕》(MBC, 2009년, 2009년 배우:고윤후)
- 《대왕의 꿈》(KBS, 2012년, 2013년 배우:이일재)